# مینولتا ایکس‌ای
مینولتا ایکس‌ای (به انگلیسی: Minolta XE) یک دوربین عکاسی تک‌لنزی بازتابی ساخت شرکت مینولتا است.